# Spiroseris
Spiroseris es un género monotípico de plantas con flores perteneciente a la familia Asteraceae. Su única especie, Spiroseris phyllocephala ,  es originaria de Asia, en  Pakistán.

## Taxonomía
Spiroseris phyllocephala fue descrita por Karl Heinz Rechinger y publicado en Flora Iranica 122: 339. 1977,